# Anstey River
Anstey River är ett vattendrag i Kanada.   Det ligger i provinsen British Columbia, i den centrala delen av landet, 3 200 km väster om huvudstaden Ottawa. Anstey River ligger vid sjön Hunakwa Lake.
I omgivningarna runt Anstey River växer i huvudsak barrskog. Runt Anstey River är det mycket glesbefolkat, med 2 invånare per kvadratkilometer.